# هراند موسیسیان
هراند ژیرایری موسیسیان (ارمنی: Հրանտ Ժիրայրի Մովսիսյան؛  ۱۲ مارس ۱۹۵۳) یک کارگردان و فیلم‌نامه‌نویس اهل ارمنستان است. وی از سال میلادی تاکنون مشغول فعالیت بوده است.

## زندگی‌نامه
وی در ۱۲ مارس ۱۹۵۳ در ایروان به دنیا آمد . وی همچنین برندهٔ جوایزی همچون چهره هنری شایسته جمهوری ارمنستان شده است.